# Svante Schyberg
Sven (Svante) Gustaf Schyberg, född 15 augusti 1796 i Katarina församling, Stockholm, död 15 juli 1874 i Karlskrona, var en svensk ämbetsman och teaterchef. 
Schyberg blev var 1812 student vid Uppsala universitet, där han blev filosofie kandidat 1816 och magister 1818 samt juris utriusque kandidat 1821. Han blev 1818 kopist, 1826 kanslist och 1836 protokollssekreterare i Handels- och finansexpeditionen samt 1840 förste expeditionssekreterare i Kunglig Majestäts kansli och förordnades 1844 att vara tjänsteförrättande expeditionssekreterare i Finansdepartementet. 
Schyberg var 26 maj 1840 – 1 juli 1843 och 4 september 1843 – 6 augusti 1844 tillförordnad direktör för ekonomiska förvaltningen vid Kungliga Teatern, 6 augusti 1844 – 1 december 1848 andre direktör och 1 december 1848 – 1 juli 1852 tillförordnad förste direktör för Kungl. Maj:ts hovkapell och spektakler och var under denna tid tjänstledig som expeditionssekreterare. Både före och efter denna tid hade han längre förordnanden som expeditionschef. Han fick 28 december 1861 avsked ur statens tjänst.
Schyberg författade Äreminne öfver kongl. rådet grefve Bengt Oxenstierna, belönad med Svenska Akademiens stora pris 1827. och En folkfest i Dalarne, divertissemang med sång och dans i 1 akt (uppförd sju gånger i december 1851) med musik av Jacopo Foroni och koreografi av Anders Selinder.